# Echinodorus cylindricus
Echinodorus cylindricus là một loài thực vật có hoa trong họ Alismataceae. Loài này được Rataj mô tả khoa học đầu tiên năm 1975.